# HMS Lincoln (F99)
La HMS Lincoln (F99) fue una fragata clase Salisbury (Tipo 61) de la Marina Real británica que sirvió entre 1960 y 1982.

## Historia
Construida por Fairfield Shipbuilding and Engineering Company en Govan, Escocia, la cuarta y última fragata clase Salisbury —o Tipo 61— fue puesta en gradas el 1 de junio de 1955; botada el 6 de abril de 1959; y puesta en servicio el 7 de julio de 1960.
Tenía una eslora de 106,3 m, una manga de 12,2 m y un calado de 3,6 m, con un desplazamiento estándar de 2170 t, que alcanzaba las 2408 t a plena carga.
Sus armas eran un lanzador antiaéreo cuádruple de misiles Sea Cat, dos cañones de 115 mm de calibre, otros dos de 20 mm y un Squid.
En 1982, hubo un intento fallido de transferencia a Bangladés, país que había adquirido la HMS Llandaff en 1976. Al año siguiente, la Lincoln fue desmantelada.